# NGC 5734
NGC 5734 ist eine Linsenförmige Galaxie vom Hubble-Typ S0 im Sternbild Löwe. Sie ist rund 251 Millionen Lichtjahre von der Milchstraße entfernt.
Die Galaxie wurde im Jahr 1885 von dem Astronomen Francis Leavenworth mithilfe eines 26-Zoll-Teleskop entdeckt und später von Johan Dreyer in seinen New General Catalogue aufgenommen.

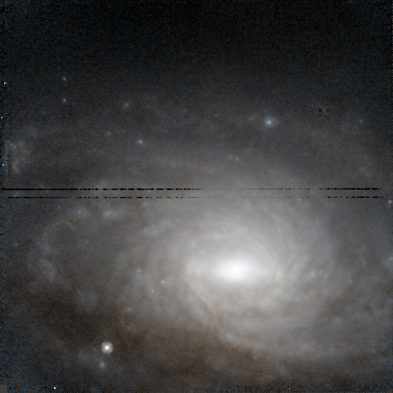
Infrarotaufnahme mithilfe des Hubble-Weltraumteleskops